# Bilkisu Funtuwa
Hajiya Bilkisu Salisu Ahmed Funtuwa là một tác giả người Nigeria. Cô viết tiểu thuyết bằng tiếng Hausa tập trung vào các nhân vật nữ chính Hồi giáo. Cô là một trong những nhà văn nổi tiếng nhất của "Văn học thị trường Kano" hay Littattafan Soyayya - "cuốn sách về tình yêu".
Tiểu thuyết của cô kết hợp các chủ đề về chủ nghĩa nữ quyền và quyền của phụ nữ với các vấn đề liên quan đến người Hausa và Hồi giáo, bằng chính những trãi nghiệm của mình. Bilkisu Funtuwa giữ đúng vị trí xã hội của mình và thực hành tôn giáo đa thê cấu thành nên hiện thực của phụ nữ Hausa, và cách viết của cô chống lại những điều này. Các tác phẩm của Funtuwa tập trung vào các nhân vật nữ chính tận dụng những gì được dạy kết hợp với sự lòng thành kính tôn giáo để nâng cao thành công vượt bậc. Những nhân vật này đảm nhận sự nghiệp của luật sư, bác sĩ và quan chức chính phủ, đồng thời dẫn dắt cuộc sống mê hoặc của những doanh nhân giàu có. Một trong những đề tài rõ nét trong tác phẩm của cô là về cuộc tình say đắm. Trong tác phẩm, các cặp đôi chia sẻ cho nhau bằng sự tôn trọng, thân mật và chơi những trò tiêu khiển lẫn nhau. Cũng như tập trung vào việc phụ nữ giành quyền kiểm soát gia đình nhiều hơn, tiểu thuyết của cô cũng khích lệ phụ nữ Hồi giáo nên chú trọng vào giáo dục nhưng vẫn duy trì đức tin của mình.
Funtuwa sống cùng gia đình ở Funtua, bang Katsina, Nigeria. 